# Малі Загірці
Малі́ Загі́рці — село в Україні, у Тараканівській сільській громаді Дубенського району Рівненської області. Населення становить 43 осіб.

## Історія
У 1906 році село Дубенської волості Дубенського повіту Волинської губернії. Відстань від повітового міста 7 верст, від волості 7. Дворів 14, мешканців 135.
7 (20) листопада 1917 року, відповідно до Третього Універсалу Української Центральної Ради, увійшло до складу Української Народної Республіки.
На 1936 рік село входило до ґміни Дубно Дубенського повіту.
У 2018 здійснено капітальний ремонт вуличного освітлення вулиці Цегельна.
12 червня 2020 року, відповідно до розпорядження Кабінету Міністрів України № 722-р від «Про визначення адміністративних центрів та затвердження територій територіальних громад Рівненської області», увійшло до складу Тараканівської сільської громади.
19 липня 2020 року, в результаті адміністративно-територіальної реформи та ліквідації  Дубенського (1939—2020) району, село увійшло до складу новоутвореного Дубенського району.
- Загірці